# Saint-Pierre-Église
Saint-Pierre-Église település Franciaországban, Manche megyében. Lakosainak száma 1797 fő (2022. január 1.). Saint-Pierre-Église Clitourps, Vicq-sur-Mer, Théville és Varouville községekkel határos.

## Népesség
A település népessége az elmúlt években az alábbi módon változott:
| Lakosok száma | 1384 | 1582 | 1769 | 1785 | 1747 | 1795 | 1803 | 1810 | 1824 | 1797 |
|               | 1968 | 1982 | 1990 | 2006 | 2013 | 2015 | 2017 | 2019 | 2020 | 2022 |